# 横山林二
横山 林二（よこやま りんじ、1908年（明治41年）12月20日-1973年（昭和48年）2月25日）は、日本の自由律俳句の俳人。層雲の荻原井泉水に師事、のちプロレタリア俳句運動に転じ、新興俳句弾圧事件により投獄された。戦後は新俳句人連盟常任委員、現代俳句協会会員。東京都生まれ、本名は吉太郎。

## 略歴
東京都港区に生まれ、芝新網町に育つ。父は露天商、母は日雇労働者、二人の姉は芸者と女工という貧しい家庭だった。新網の特殊小学校、専修商業学校を経て早稲田大学政経学部を卒業。14歳の時に関東大震災を経験。関東大震災朝鮮人虐殺事件や甘粕事件を契機に社会性俳句に目覚め、その年の1923年、荻原井泉水が選者をしていた朝日新聞の自由律俳句欄に投句、翌年にはその井泉水が主宰する層雲に入会、同じ層雲の栗林一石路や橋本夢道らとプロレタリア俳句運動を展開する。1930年、層雲を脱退、『尖行』を立ち上げる。先に層雲から脱退し『旗』を廃刊させたばかりの一石路や夢道と合流し、『俳句前衛』に改題。以降、『プロレタリア俳句』『俳句生活』と相次いで創刊するも、1941年の新興俳句弾圧事件により逮捕、投獄された。1943年に出所、肺結核の身となり、当局の監視の下、執筆の自由も奪われた。
戦後は一石路、夢道とともに新俳句人連盟を結成し古沢太穂の「道標」に入会。病苦から戦前のような直接的な活動は出来なかったが、それでも安保闘争やベトナム戦争など一貫して自由律俳句における社会性俳句を詠んでいる。
生涯、「有季定型俳句の経験なし」を自認し、自身の略歴や作家紹介などでも記している。
1973年2月25日、喀血による窒息のため品川区上大崎の自宅で死去、享年64歳。
『俳句人』1973年6月号は「横山林二追悼特集」として遺稿となった作品「喪失」を巻頭に、盟友だった夢道や太穂を始め、金子兜太、佐藤雀仙人らが寄稿している。